# Nick Perkins
Nick Perkins (Saginaw, 15 ottobre 1996) è un cestista statunitense.